# 相楽幸城
相楽 幸城（さがら こうき、1990年8月26日 - ）は、福島県出身のバスケットボール指導者。

## 来歴
郡山第三中学校、日本大学東北高等校を経て日本大学に進学。
卒業後は指導者の道を進み、信州ブレイブウォリアーズでコーチキャリアを始める。
2013年信州ブレイブウォリアーズでアシスタントコーチ兼マネージャー就任。
2015年福島ファイヤーボンズでアシスタントコーチ兼アナリスト就任。
2017年、当時東北実業団連盟女子所属だったプレステージ・インターナショナル アランマーレヘッドコーチ就任。平成29年度全日本実業団バスケットボール競技大会/全国ベスト8。2018年社会人地域リーグ（東北リーグ）3位。
2019年プレステージ・インターナショナル アランマーレコーチを退任。
2020年愛媛オレンジバイキングスマネージャーに就任。
2021年レバンガ北海道マネージャーに就任。